# Chapelle Notre-Dame et moulin du Pénity
La chapelle Notre-Dame et le moulin du Pénity sont situés sur la commune de Carnoët en France.

## Localisation
La chapelle et le moulin sont situés sur la commune de Carnoët dans le département des Côtes-d'Armor, dans la région Bretagne.

## Galerie

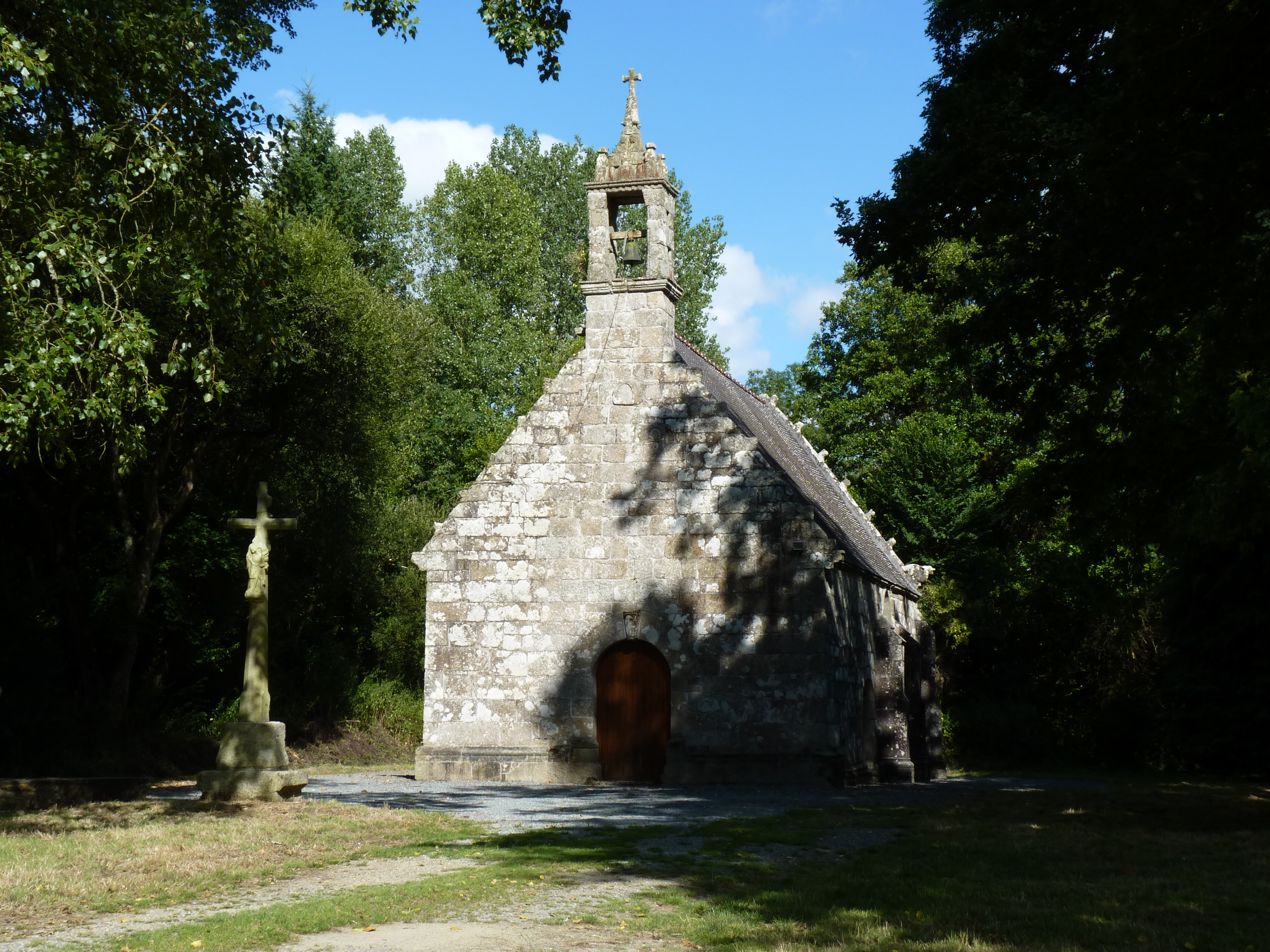

## Description
La chapelle est un petit édifice de plan rectangulaire à chevet plat et clocheton sur le mur-pignon occidental, homogène, datant du début du XVIe siècle. L'achèvement de l'aménagement intérieur a dû s'étendre jusqu'au milieu du XVIIe siècle (inscription sur la chaire). La date de 1675 est portée au-dessus d'une petite porte percée dans le chœur. Une restauration a été entreprise en 1880 par le recteur Cloarec. Le moulin est situé derrière la chapelle, il est en ruines.

## Historique
La chapelle et le moulin sont inscrits partiellement au titre des monuments historiques par arrêté du 22 janvier 1927.